# Heiligenhafen
Heiligenhafen (pronunciación en alemán: /ˌhaɪ̯lɪɡn̩ˈhaːfn̩/ⓘ) es una ciudad en el distrito de Holstein Oriental, en Schleswig-Holstein, Alemania. Está situado en la costa del mar Báltico, frente a la isla Fehmarn, aproximadamente 60 km al noreste de Lübeck, y 55 km al este de Kiel.

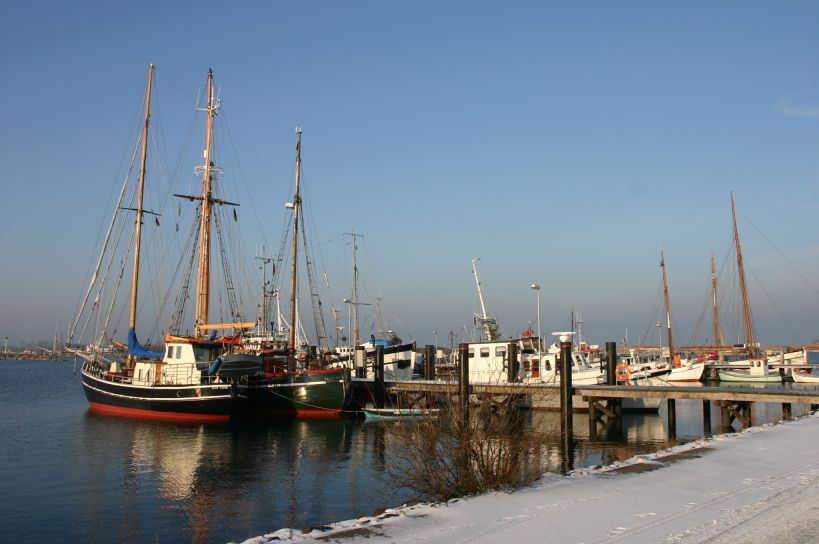
Puerto.

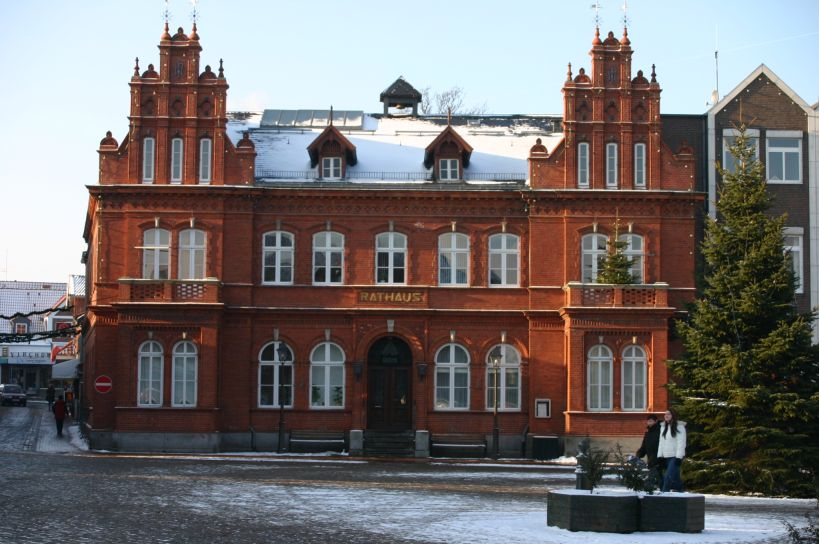
Ayuntamiento.

## Geografía
El centro de la ciudad se encuentra en una pequeña ensenada, el binnensee (lago interior) desde el que se ha separado el oeste de la ciudad. Dos promontorios se encuentran fuera de la costa: Steinwarder y Graswarder, este último es un santuario de aves.

## Economía
Un pequeño puerto pesquero y un puerto deportivo con alrededor de 1000 amarres se encuentran en la parte abierta de la ensenada, cerca del centro de la ciudad. El turismo es parte importante de la economía de la ciudad. Cada verano, la principal atracción es un festival de diez días llamado "Hafenfest Tage" (festival portuario), que atrae a visitantes de todo el país. La ciudad acaba de celebrar su 250° aniversario y ha conservado el encanto de la tradicional ciudad pesquera alemana, aunque se han realizado algunas enmiendas bien diseñadas al centro de la ciudad.

## Nacidos en Heiligenhafen
- Eugen Petersen (1836-1919), arqueólogo.
- Wilhelm Jensen (1837-1911), letrista y escritor.

## Conectados a Heiligenhafen

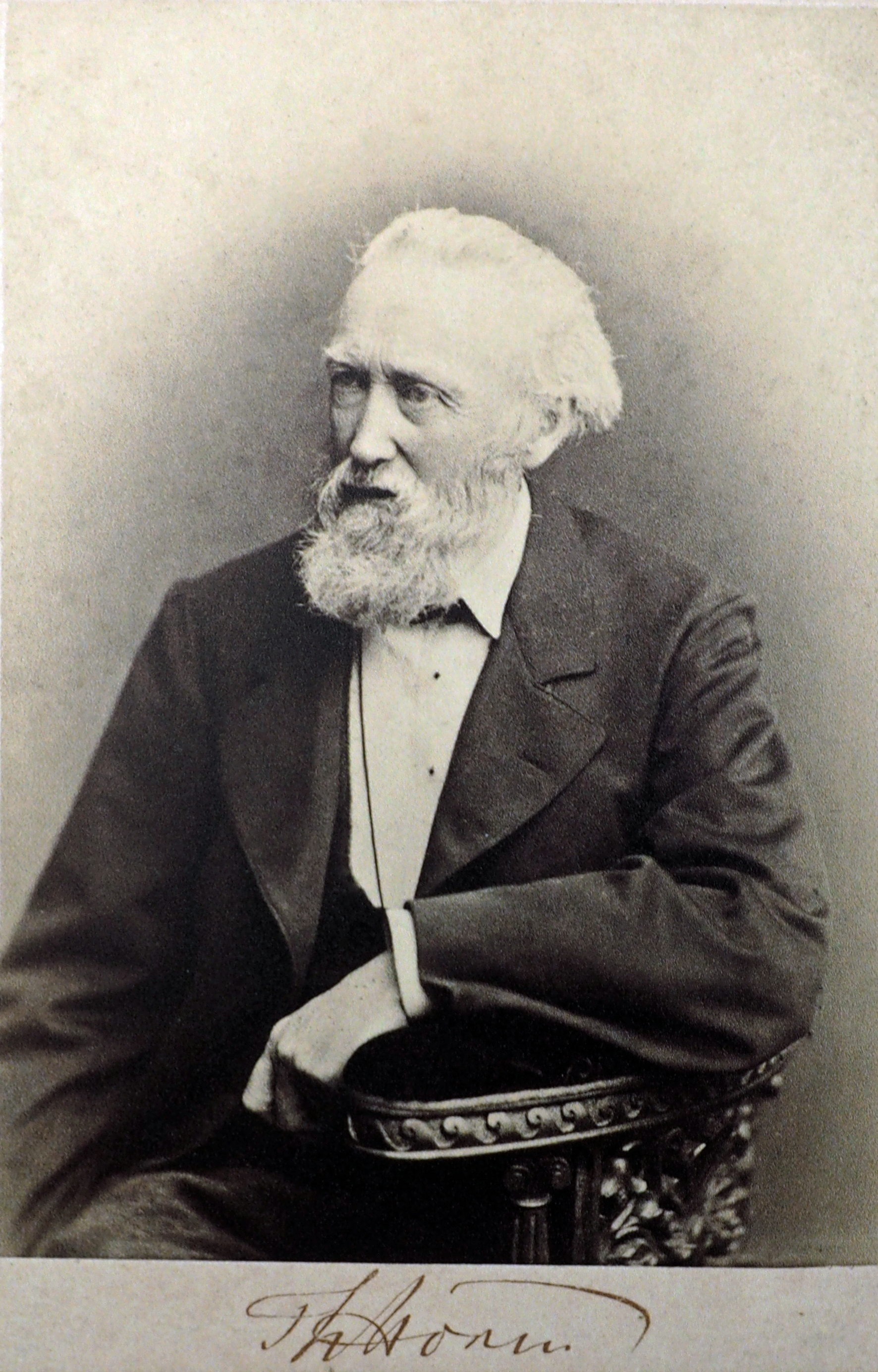
Theodor Storm.

- Theodor Storm (1817-1888), jurista y escritor famoso, se inspiró en una estancia en Heiligenhafen en 1881 en la novela Hans y Heinz Kirch, cuya escena se encuentra aquí.
- Fritz Graßhoff (1913-1997), dibujante, pintor y escritor, fue internado aquí después de la guerra y escribió en 1945 el Heiligenhafen Sternsingerspiel.

Panorámica del distrito de Warteburg a Heiligenhafen (izquierda), Graswarder y en Fehmarnsund con el puente de Fehmarnsund.

- Datos: Q516540
- Multimedia: Heiligenhafen / Q516540